# Guam na Letnich Igrzyskach Olimpijskich 1996
Guam na XXVI Letnich Igrzyskach Olimpijskich w Atlancie reprezentowało trzech sportowców w 2 dyscyplinach.

## Reprezentanci

### Lekkoatletyka
- maraton kobiet: Marie Benito – zajęła 65. miejsce z czasem 3:27,28.

### Pływanie
- 50 m stylem dowolnym mężczyzn: Darrick Bollinger – czas 23,97 – 46. miejsce w eliminacjach
- 100 m stylem motylkowym mężczyzn: Patrick Sagisi – 51. miejsce w eliminacjach (czas 56,93)